# 斯科特·霍根
斯科特·安德鲁·霍根（英語：Scott Andrew Hogan；1992年4月13日—）是一位英格蘭足球運動員。在場上的位置是前鋒。現效力於英冠球隊伯明翰。他的哥哥利安·霍甘也是一位足球運動員。

## 球會生涯

### 羅奇代爾
霍根生於索爾福德，在索爾福德學院學習踢球，2009年轉到英乙球會羅奇代爾青訓學院，但只有一次入選一隊大軍名單後便被球會在09/10賽季結束後放棄。

### 斯托克波特體育
離開職業球會後，他只找到非職業球會，屬於英格蘭北部超級聯賽的伍德利體育落腳，並在聯賽休賽期效力，期間他在聯賽表現驚人，上場27次打進21球。他在2010年11月離開球隊，但之後被借回球隊。

### 夏利法斯鎮
霍根在2010年11月轉投同是北部超級聯賽球會夏利法斯鎮，與兄長利安·霍甘一同效力該球會。他首次代表球會上場是12月15日在西約克郡挑戰盃對巴爾諾特斯維克鎮的比賽，該比賽夏利法斯鎮以5-0獲勝。2011年1月10日英格蘭北部超級聯賽挑戰盃第三輪對巴拉福特公園的比賽他亦有上場，但他的上場使球隊失去比賽資格，因為他較早前已代表斯托克波特體育在該盃賽上場，他屬不符合資格球員。霍根慢慢打進先發陣容並助球隊贏得聯賽冠軍，使球隊下一季晉級至英格蘭足球全國聯賽北作賽。
2011年8月，他被外借到北部超級聯賽球會摩士利。他在球季揭幕日上場比賽參加以2-1不敵奧西特鎮的比賽，之後上場多3次後便結束外借歸隊。2011年8月29日，他首次在新賽季代表夏利法斯鎮上場，在77分鐘換入參加0-0打平波士頓聯的比賽之後他慢慢不被重用，並在同年12月離隊。效力夏利法斯鎮期間他在各賽事共上場22次及打進4球。

### 斯托克斯布里奇公園鋼鐵
霍根在2011年12月轉投北部超級聯賽球會斯托克斯布里奇公園鋼鐵，並與前鋒杰克·马尔登組成一對拍擋成為球隊先發組合。由於球會位置與他居所沃灵顿相距太遠，於是在2012年10月離開球會。

### 阿什頓聯
2012年10月，他與北部超級聯賽球會阿什頓聯簽約轉投，效力期間上場8次及打進1球。他在2013年3月離開球隊。

### 海德聯
2013年3月9日，霍根轉投英格蘭足球全國聯賽球會海德聯，並在當天比賽上半場對盖茨黑德的比賽上場，最終以3-0落敗。賽季結束後他離開球會，期間上場11次及打進3球。

### 重返羅奇代爾
2013年5月9日，他重返羅奇代爾並簽約兩年，於8月3日首次代表球會上場並打進一球，使球隊以3-0擊敗哈特尔普尔联，而他的入球並被天空體育評為當天最佳進球。他在首20次聯賽上場打進了10球，他在2月5場比賽中打進4球使他當選為該月最佳球員，3月1日對牛津联的比賽更上演帽子戲法。他在整個13/14球季共在所有比賽上場40次打進19球，使球隊以第三名完成英乙聯賽，自動晉級至下季英甲。此外他亦當選為PFA年度最佳陣容和被提名入選英乙年度最佳球員。霍甘在2014年7月中離開球隊轉投賓福特。

### 賓福特
2014年7月21日，他與賓福特簽約三年，轉會費據報約75萬鎊。季初他因踝關節扭傷而錯過部份開季比賽，在8月26日英格蘭足球聯賽盃對富勒姆的比賽才首次替補上場，球隊以1-0落敗出局。接著聯賽對罗瑟勒姆才首次代表球會在聯賽上場，他在67分鐘替補上場，但他戰至82分鐘因前十字韌帶斷裂而被換下。他接受手術後休息，但在2015年4月10日的訓練中他再一次同一位置受傷。他在4月29日再一次接受手術，之後與球會續約一年使他留效至17/18球季。
2016年2月29日，他終於回到賽場參加發展隊對水晶宫的比賽，之後參加了多兩場發展隊比賽後，終於回到一隊作賽，在3月19日以1-0不敵布莱克本流浪者的比賽中替補上場。雖然他經常受到傷患困擾，霍根最終上場7次打進7球完成15/16賽季。
16/17球季，霍根在第四次上場便取得進球，助球隊以1-0擊敗诺丁汉森林。他之後的18次上場共打進13球，包括在球隊首次戴帽以5-0擊敗普雷斯顿。他出色的表現使他當選2016年9月英冠該月最佳球員。他在2017年1月31日離隊，他在球隊兩年半紀錄為共上場36次及打進21球。

### 阿士東維拉
2017年1月31日，霍根轉投英冠球會阿士東維拉並簽約四年半，3月18日對威根竞技取得在球會首球，這亦是他在球會第一個球季上場13次的唯一一顆進球。2017/18球季，他因為受傷而影響了上半初表現，但全季仍共上場41次及打進9球。2018/19球季上半季，霍根只上場7次且大多是替補身份換進，下半季他終被外借出去。2019年1月31日，霍根被外借至錫菲聯至季末，期間共上場8次汀打進2球，助球隊晉級至下一季英超聯賽。外借完結後他歸隊，但不符合資格參加球隊晉級附加賽。
2019年8月7日，他被外借至史篤城整個球季，在2019年8月17日對德比郡梅開二度，助球隊以2-2取得1分。2019年10月5日對斯旺西城的比賽他在完場前的進球使球隊取得球季首勝。，但之後由於主教練的更換，霍根不再備受重用。
霍根在2019年1月29日改為外借到另一英冠球會伯明翰至季末。他在接著的比賽對诺丁汉森林便上場及先開記錄，使球隊以2-1取勝。他與盧卡斯·尤特凱維奇組成前鋒組合，在首個月的7場聯賽比賽中打進6球，並當選為英冠該月最佳球員。後來球季因為2019冠状病毒而暫停，聯賽恢復後他的外借期亦因此順延至餘下比賽，但可惜復賽期間未能取得任何進球。

### 伯明翰
2020年9月，霍根轉投伯明翰並簽約四年。

## 國家隊生涯
霍根在2014年2月曾被愛爾蘭U21徵召，但沒有上場記錄。他因為祖父母關係，使他有資格代表愛爾蘭。他在2017年被愛爾蘭國家足球隊徵召參加2018年國際足協世界盃外圍賽，但他曾次正式代表國家隊要到2018年3月23日友誼賽對土耳其才有上場記錄。

## 個人生活
霍根的哥哥利安·霍甘也是一名足球員，兩人曾一同效力夏利法斯鎮。

## 榮譽
夏利法斯鎮
- 英格蘭北部超級聯賽：2010–11[67]

羅奇代爾
- 英格蘭足球乙級聯賽第三名晉級：2013–14[68]

錫菲聯
- 英格蘭足球冠軍聯賽亞軍晉級：2018–19[69][70][71]

個人
- PFA年度最佳陣容：2013–14年度英乙聯賽[72]

## 外部連結
- Rochdale official profile
- 足球数据库：斯科特·霍根的球员统计数据